# Bathyphellia australis
Bathyphellia australis är en havsanemonart som beskrevs av Dunn 1983. Bathyphellia australis ingår i släktet Bathyphellia och familjen Bathyphellidae. Inga underarter finns listade i Catalogue of Life.